# Dobrá (Přibyslav)
Dobrá (německy Dobra) je místní část města Přibyslavi, ležící v nadmořské výšce 475 metrů. Přibližně 1 km severozápadně od města na Doberském potoce.

## Historie
První písemná zmínka je z roku 1547. Po celou svou historii úzce spjata s městem Přibyslav. V roce 1815 byl v Dobré postaven mlýn a v roce 1838 nový most přes Doberský potok. V roce 1849 má společnou samosprávu s Dolní Jablonnou a Žižkovým polem.

## Obyvatelstvo

### Struktura
Vývoj počtu obyvatel za část obce Dobrá uvádí tabulka níže.
| Rok   | Rok      | 1869 | 1880 | 1890 | 1900 | 1910 | 1921 | 1930 | 1950 | 1961 | 1970 | 1980 | 1991 | 2001 | 2011 |
| ----- | -------- | ---- | ---- | ---- | ---- | ---- | ---- | ---- | ---- | ---- | ---- | ---- | ---- | ---- | ---- |
| Dobrá | obyvatel | 385  | 382  | 362  | 399  | 408  | 338  | 350  | 375  | 373  | 345  | 375  | 339  | 361  | 358  |
| Dobrá | domů     | 44   | 43   | 43   | 46   | 47   | 49   | 64   | 76   | 71   | 78   | 79   | 89   | 96   | 104  |

## Pamětihodnosti
- Zvonička se zvonem z roku 1948
- Žižkova mohyla označující místo pravděpodobné smrti Jana Žižky

## Fotogalerie

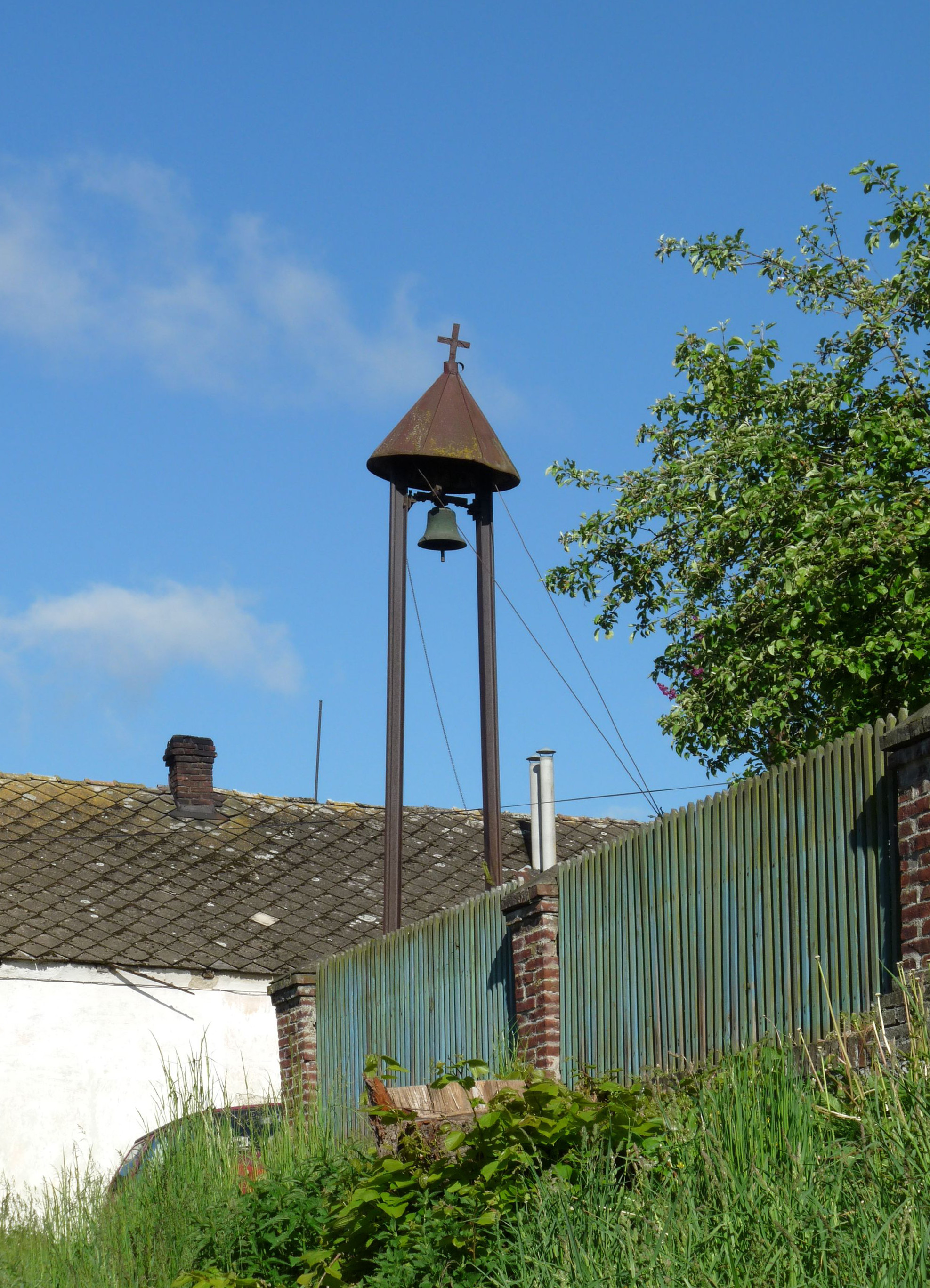
Zvonička
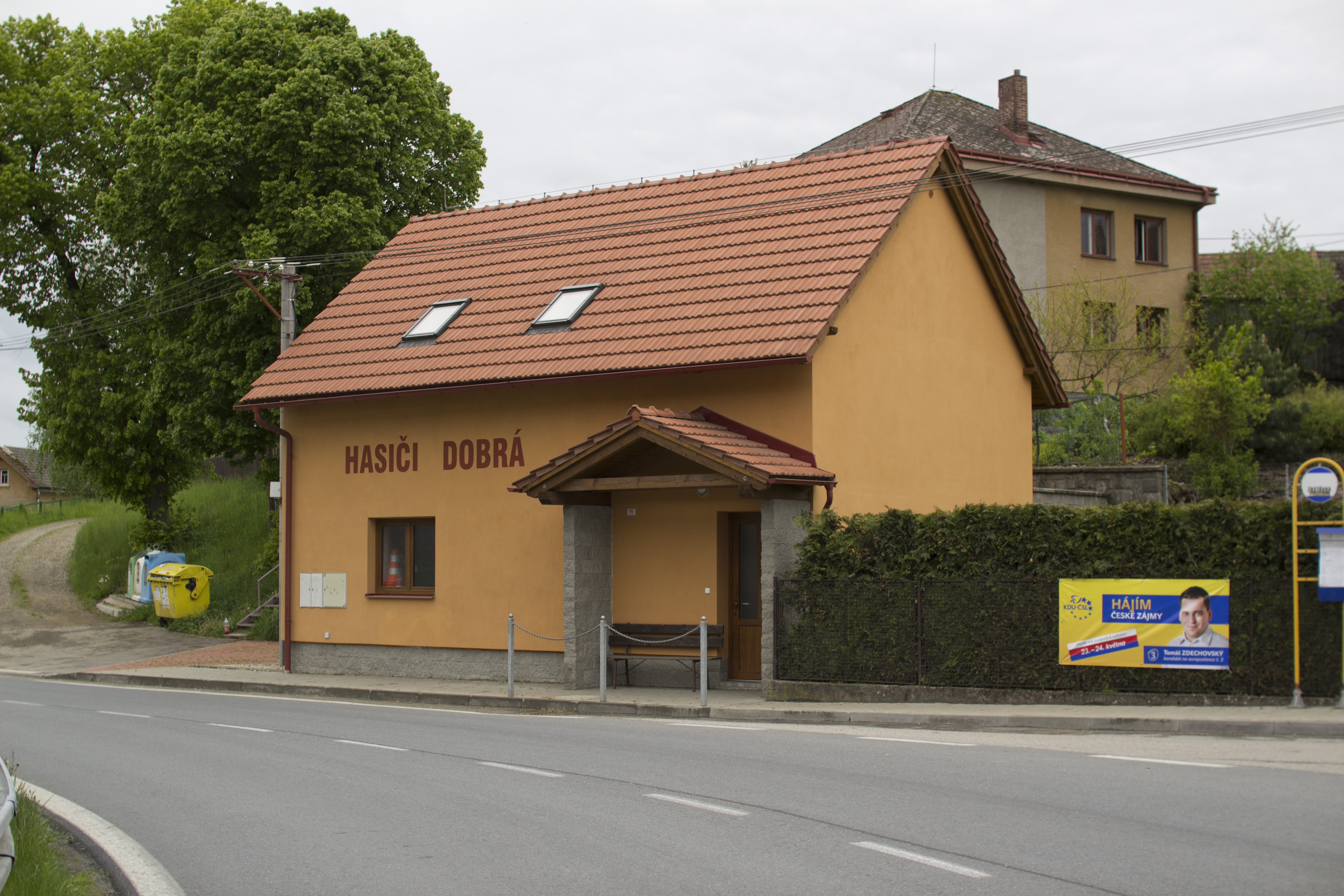
Hasičská zbrojnice
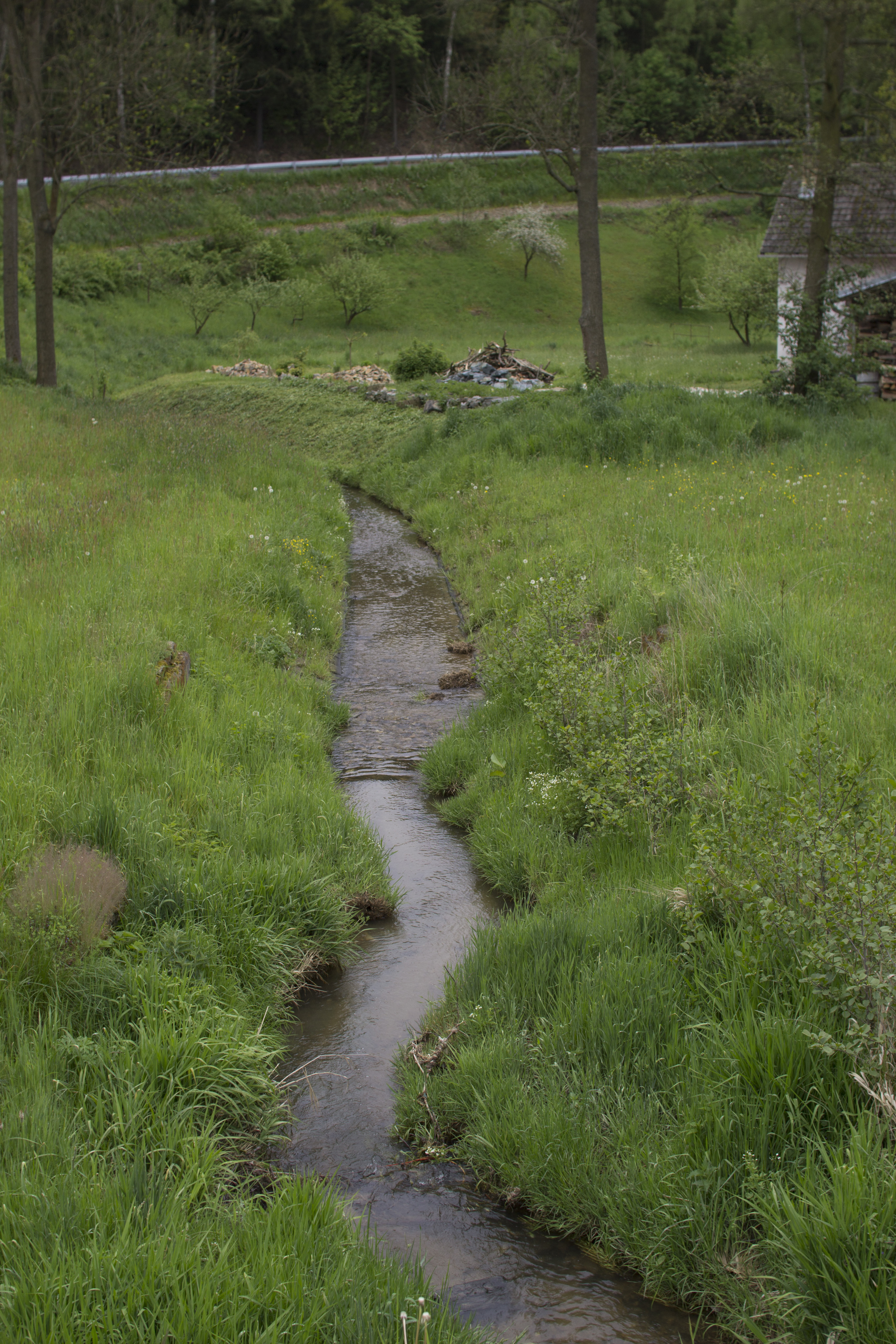
Doberský potok